# Monumento a Lenin (Kiev)

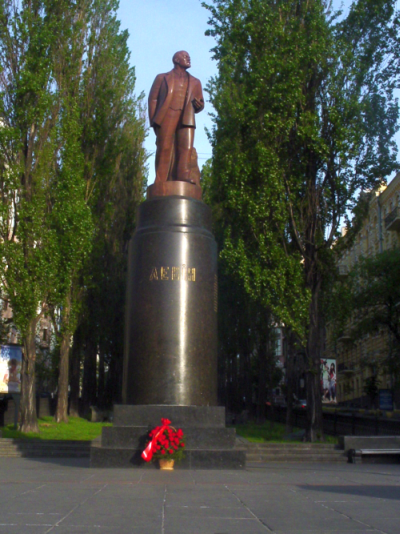
Estatua de Lenin (imagen de alrededor de 2007)

El monumento a Lenin de Kiev fue una estatua construida en 1939 por el escultor Serguéi Merkúrov en honor al fundador de la Unión Soviética y líder de la Revolución de octubre de 1917, Vladimir Lenin, y que se encontraba en la calle Khreshchatyk de la ciudad de Kiev entre 1946 y 2013.
El derribo del monumento tuvo lugar el 8 de diciembre de 2013 en Kiev, Ucrania durante las manifestaciones por parte de los partidarios de la oposición al Gobierno de Viktor Yanukovich. Varios manifestantes, identificados como miembros del partido de extrema derecha Svoboda, aprovecharon para cercar y destruir el monumento.

## Trasfondo
La estatua de Lenin (de 3,45 metros de altura) fue construida por el escultor Serguéi Merkúrov con la misma piedra roja de Carelia con la que se construyó el Mausoleo de Lenin. En 1939 fue expuesta en la Expo de Nueva York y posteriormente erigida en la calle Khreshchatyk con el Bulevar Shevchenko el 5 de diciembre de 1946.
No obstante, el monumento tuvo sus detractores, entre los que se encontraba el [entonces] Presidente Viktor Yushchenko, el cual declaró que nada más conseguir la Independencia de Ucrania la estatua (considerado un símbolo del totalitarismo comunista soviético) debería haber sido retirada.
En cuanto a los partidarios, en su mayoría militantes del Partido Comunista, con escaños en la Rada Suprema se opusieron.
Tras el colapso del régimen soviético, el monumento ha sufrido varios actos de vandalismo, razón por la que se incrementó la vigilancia por parte de la policía y activistas comunistas.

## Cronología

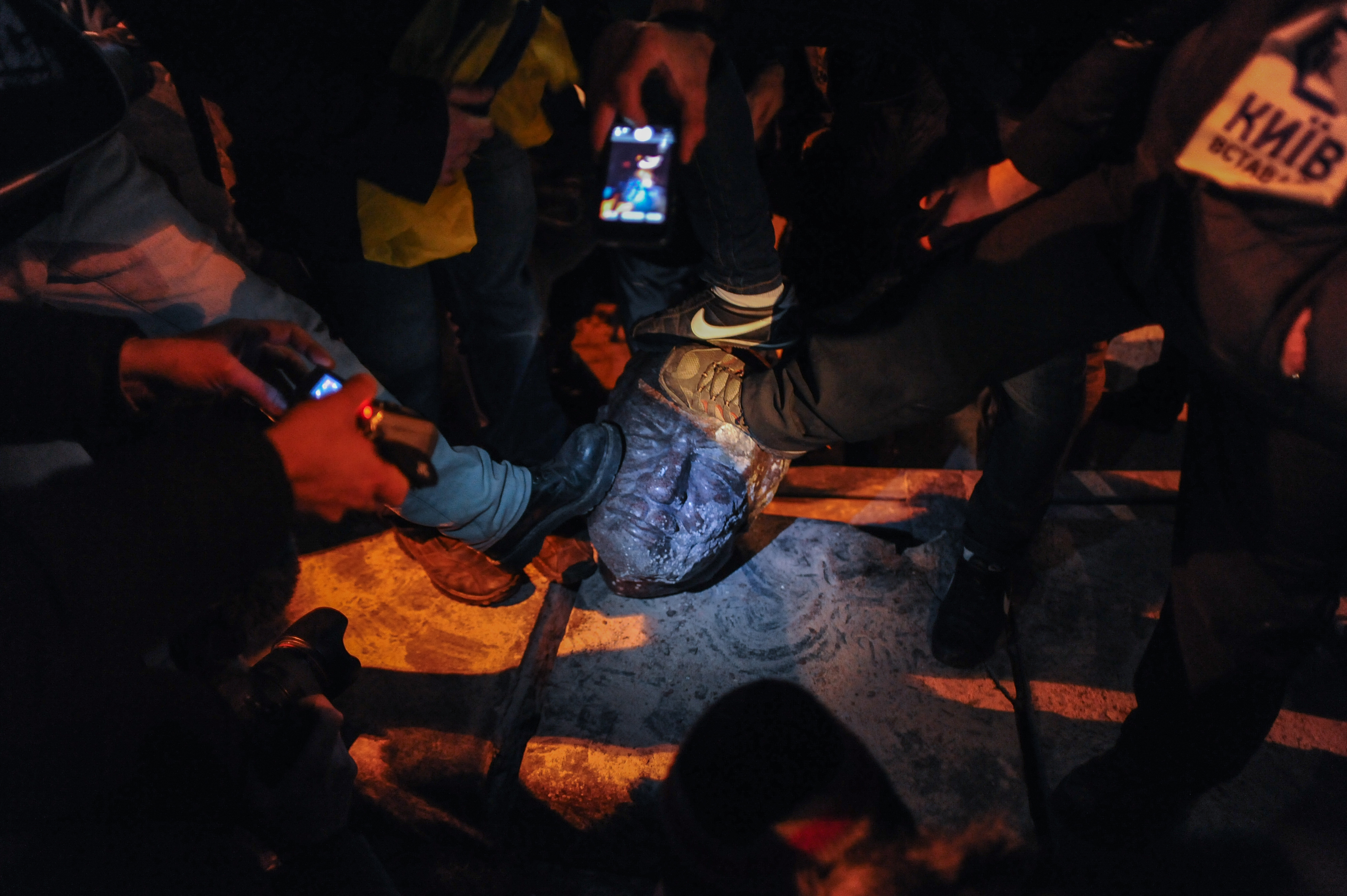
Imagen de la cabeza de Lenin siendo serrada con una radial (noche del 8 de diciembre de 2013)

### Intento de derribo en el Euromaidan
El 1 de diciembre de 2013, un grupo de hombres encapuchados intentaron subirse a la estatua durante las manifestaciones que tenían lugar. La reacción de la policía fue inmediata tras producirse los consecuentes disturbios. Los allí concentrados afirmaron que el monumento era una provocación para los ciudadanos además de acusar a las fuerzas del orden de infiltrarse entre los manifestantes con el objetivo de reventar las protestas.

### Derribo final
Finalmente, el día 8, varios individuos que afirmaron ser afiliados al partido Svoboda se encaramaron al monumento sin que la policía pudiera hacer nada. La estatua quedó destruida tras caer con violencia al suelo de la plaza.
Tras la caída, la multitud empezó a cantar el Himno Nacional de Ucrania mientras que otros manifestantes empezaron a picar la estatua para llevarse los trozos como "souvenirs".